# Guerre des Sukas
La guerre des Sukas (en russe : сучья война, littéralement guerre des « chiennes » ou guerre des « balances ») désigne des affrontements brutaux à l’intérieur du goulag, le système carcéral soviétique, entre 1945 et 1956.

## Terminologie
Le mot russe suka (сука, littéralement chienne, au sens figuré salope) est employé dans l’argot des criminels avec une connotation très péjorative pour désigner une personne qui coopère avec l'administration (une balance). Avoir une réputation de Suka rend très difficile la vie en prison.

## Contexte
À l’intérieur des prisons russes, il y avait des traditions et une structure sociale qui existaient depuis l’époque tsariste. Cette société, complexe et très organisée, était dominée par la caste des « Voleurs dans la loi » (criminels professionnels respectant la loi du milieu). L’un des principes les plus importants de ce système était le refus absolu de collaborer avec les autorités.

## Déroulement
Alors que la Seconde Guerre mondiale prenait de l’ampleur, Joseph Staline offrit à un certain nombre de prisonniers leur amnistie à la fin de la guerre en échange de leur engagement dans l’Armée rouge, pour renflouer les effectifs. À la fin de la guerre, Staline revint toutefois sur sa parole et renvoya les déportés dans leurs camps. Les vétérans qui retournèrent en prison furent déclarés suka par leurs codétenus et furent traités en parias.
Ils n’eurent d’autre choix pour survivre que de collaborer activement avec les autorités pénitentiaires pour obtenir, à l’intérieur des prisons, les meilleurs postes et se mettre en position de force.
Cela, en plus de l’engagement des suka dans l’armée, provoqua une guerre des détenus dans les prisons soviétiques entre les vétérans et les chefs « voleurs dans la loi » . Elle est racontée par l'écrivain Varlam Chalamov, ancien détenu, dans son ouvrage Essais sur le monde du crime dans le chapitre La guerre des « chiennes ». En 1948, les truands édictèrent une nouvelle loi qui permettait de remplir les fonctions précédemment interdites comme celles de staroste, de chef de baraque, de soldat. Ceux qui se soumettaient à cette loi devaient être adoubés lors d'une cérémonie de baiser au couteau. Apparurent ainsi deux classes de truands, les adoubés et les autres, et une guerre féroce se déclara entre eux à l'image de celle qui venait de se dérouler dans le monde.
Les autorités pénitentiaires fermèrent les yeux sur les exactions, les morts de détenus contribuant à réduire la surpopulation carcérale. De plus, elles étaient tellement violentes qu’ils crurent que le banditisme s’autodétruirait.

## Conséquences
Cette guerre est réputée avoir transformé les vieilles organisations criminelles et s’acheva avec la victoire des suka et de leurs affidés. Certains estiment que 97 % des victimes étaient des tenants de l’ordre ancien. De ce fait, la déontologie de non-collaboration des malfrats avec les autorités n’existait plus.
Avec la réforme des prisons après la mort de Staline, notamment sous Léonid Brejnev, la nouvelle organisation criminelle voulut casser les traditions et chercha à s’impliquer avec le gouvernement.
Sur fond de stagnation économique, de pénurie et de marché noir, ces nouveaux liens entre les criminels et autorités soviétiques auraient introduit de la corruption dans l’administration soviétique. De plus, lors de l’effondrement de l’URSS, ils auraient largement contribué à l’émergence rapide de la puissante mafia russe et des oligarques.